# Fischwirt
Fischwirte und Fischwirtinnen züchten und fangen Fische, Krebstiere und Muscheln.

## Situation in Deutschland
Es handelt sich um einen anerkannten Ausbildungsberuf nach dem Berufsbildungsgesetz (BBiG). Die Ausbildung dauert drei Jahre und findet sowohl im Ausbildungsbetrieb als auch in der Berufsschule statt. Das Berufsbild des Fischwirts vereint seit 1972 die ehemaligen Berufe Fischer und Fischzüchter.
Es gibt drei verschiedene Schwerpunkte des Berufes:
1. Fischhaltung und Fischzucht:
Die hier tätigen Fischwirte und Fischwirtinnen züchten Fische in künstlich angelegten Teichen. Sie verarbeiten und vermarkten Fische:
2. Kleine Hochsee- und Küstenfischerei:
Hier werden Fische und Schalentiere gefangen.
3. Seen- und Flussfischerei
Fischwirte mit diesem Schwerpunkt fangen Fische in Seen und Flüssen und verkaufen sie. Sie kümmern sich um die Pflege des Lebensraumes der Tiere. Wenn der Tierbestand bedroht ist, setzen sie Fische aus.
Für Fischwirte besteht nach zweijähriger Berufspraxis die Möglichkeit der Qualifizierung durch die Prüfung zum Fischwirtschaftsmeister. 2009 bestanden 119 Bewerber die Ausbildung zum Fischwirt und 24 Bewerber qualifizierten sich zum Fischwirtschaftsmeister. Akademische Ausbildung zum Bereich der Fischerei ist durch Spezialisierungen im Bereich der Fischereibiologie und Aquakultur an verschiedenen deutschen Universitäten möglich. Die Humboldt-Universität zu Berlin in Berlin bietet den “Masterstudiengang Fishery Science and Aquaculture/Fischwirtschaft und Gewässerbewirtschaftung” als Ausbildung an.

## Situation in der Schweiz
Das Berufsbild des Fischwirts gibt es in der Schweiz nicht. Stattdessen wird in den Berufen Berufsfischer und Fischzüchter  ausgebildet.

## Situation in Österreich
Das Berufsbild des Fischwirts gibt es in Österreich nicht. Neben dem Beruf Fischereifacharbeiter existieren weitere “Spezialisierungen und verwandte Berufsbezeichnungen”: Fischereiangestellter, Fischereileiter, Fischfachmann, Fischfachfrau, Fischzuchtarbeiter, Fischzüchter, Fischzuchtmeister, Flussfischer, Teicharbeiter, Teichmeister, Fischereiarbeiter, Fischereigehilfe, Fischereigehilfin, Fischzuchtgehilfe, Fischzuchtgehilfin, Teichwirt, Fischereihilfsarbeiter, Fischsortierer.